# Friends part 1
Friends part 1 is een muurschildering in Amsterdam-Centrum; het origineel heette Airhead nr. 1.
Kunstenares Nouch zette deze muurschildering in eerste instantie in 2019. Al eerder zette ze murals in de vorm van een airhead (ballonhoofd of ballonbeest) op papier, maar wilde ze ook terugvinden in groter formaat. Ze koos daarvoor specifiek materiaal dat ze vond in de vorm van airlite; het is een verf die bestaat uit basismateriaal dat lucht filtert met daarin verwerkt fijnstof dat opgevangen wordt vanuit de lucht. Het geeft het effect dat de tekeningen gemaakt zijn van Oost-Indische inkt. Ze zag haar wens in vervulling gaan toen ze eerst een bouwcontainer mocht voorzien van een dergelijke schildering. Daarna gaf woningcorporatie Lieven de Key toestemming een Airhead te zetten op de witte blinde muur aan het Spinozahof (adres Korte 's-Gravensandestraat 16). Sinds oktober 2019 sierde een mensfiguur met een enorme kop een gevel langs een voetpad.
In 2020 kon ze opnieuw aan het werk. In Amsterdam-Oost kwam Airhead nr. 2. Airhead nr. 3 werd wel aangekondigd, deze zou in Osdorp geplaatst worden, maar het is ook in 2025 onbekend waar.
In 2023 kreeg Airhead nr. 1 gezelschap van nieuwe schilderingen. Inmiddels was bewezen dat de gebruikte verf stand hield, bij de basistekening was dat nog niet zeker. Er kwamen op de witte muur allerlei fantasiefiguurtjes bij, waarbij sommige ontsproten zijn aan buurtkinderen, zo zijn er een slang, een konijn en een voetbal te zien. De vernieuwde schildering kreeg de titel Friends part 1.
Tegenover Friends part 1 zette Nouch in 2023 Stuck.